# 인민영웅기념비

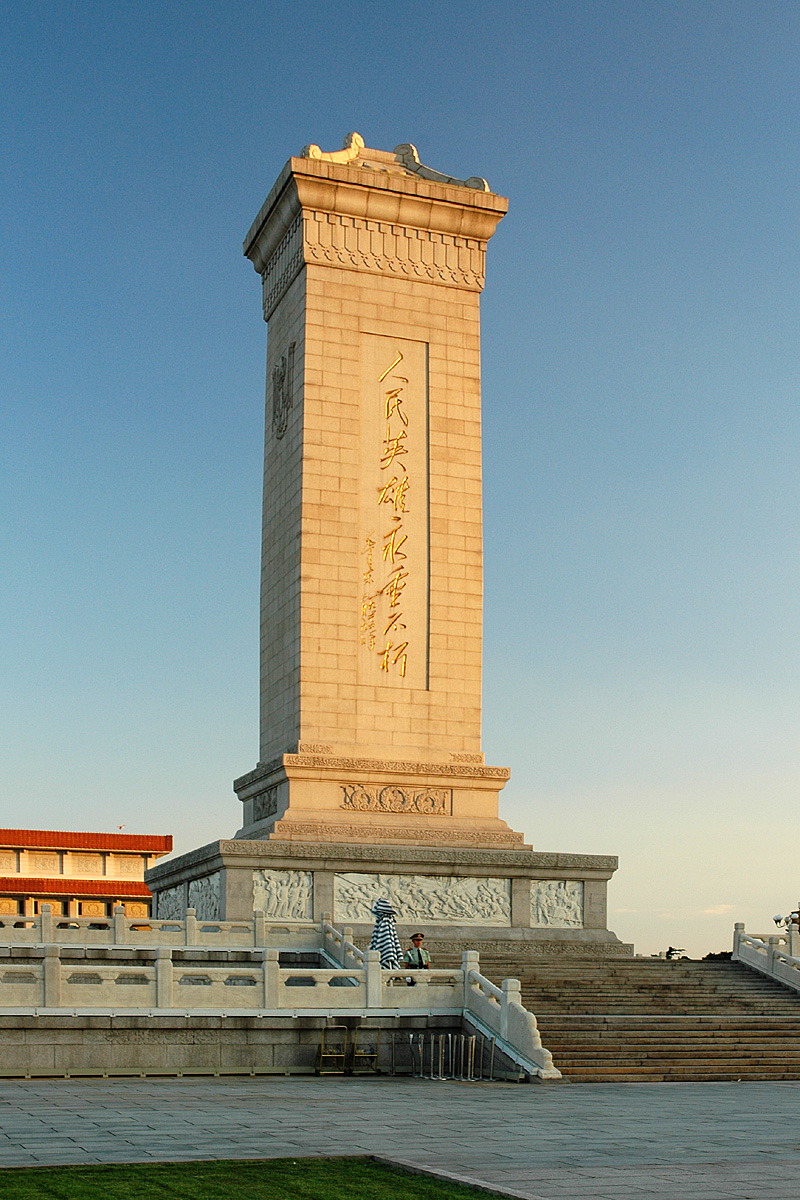
북쪽에서 본 인민영웅기념비의 모습

인민영웅기념비(人民英雄紀念碑)는 중화인민공화국 베이징 시의 천안문 광장에 있는 중국 공산주의 혁명 인민 영웅의 현창비로, 1949년 마오쩌둥의 제안으로, 1952년에 공사가 시작되어 1958년에 완공되었다. 앞쪽(북쪽 방향)에는 마오쩌둥이 1955년에 쓴 금석문(옛날 중국에서는 영웅들의 피를 빨간 문자로 나타냈다)인 "영원히 잠들어도 불후하리라"("人民英雄永垂不朽")가 새겨져 있으며 뒷쪽(남쪽 남향)에는 저우언라이가 쓴 현창문이 새겨져 있다. 기념비의 남쪽에는 마오쩌둥 기념당이 자리하고 있다. 뒷쪽에 쓰여진 현창문은 다음과 같다.

人民英雄紀念碑
三年以来在人民解放战争和人民革命中牺牲的人民英雄們永垂不朽
三十年以来在人民解放战争和人民革命中牺牲的人民英雄們永垂不朽
由此上溯到一千八百四十年从那時起为了反对内外敌人争取民族独立和人民自由幸福在厯
次鬥争中牺牲的人民英雄們永垂不朽
一九四九年九月三十日　中國人民政治協商會議第一屆全体會議建立
인민영웅기념비
3년 동안 일어난 인민 해방 전쟁과 인민 혁명 때 희생된 인민 영웅들은 영원히 잠들어도 불후하리라.
30년 동안 일어난 인민 해방 전쟁과 인민 혁명 때 희생된 인민 영웅들은 영원히 잠들어도 불후하리라.
1840년부터 내외의 적에 대항하고 민족의 독립과 인민의 자유와 행복을 위해 희생된 인민 영웅들은 영원히 잠들어도 불후하리라.
1949년 9월 30일 중국인민정치협상회의 제1차 전체 회의 건립.

여기에서 "3년 동안 일어난 인민 해방 전쟁과 인민 혁명 때 희생된 인민 영웅들은 영원히 잠들어도 불후하리라"는 1946년부터 1949년까지 일어난 국공 내전을, "30년 동안 일어난 인민 해방 전쟁과 인민 혁명 때 희생된 인민 영웅들은 영원히 잠들어도 불후하리라"는 1919년 5·4 운동 때부터 1949년 중화인민공화국 정권 수립 때까지의 기간을 뜻하며 "1840년부터 내외의 적에 대항하고 민족의 독립과 인민의 자유와 행복을 위해 희생된 인민 영웅들은 영원히 잠들어도 불후하리라"는 아편 전쟁 때부터 중화인민공화국 정권 수립 때까지 중국에서 일어난 수많은 혁명 투쟁을 뜻한다.
기념비의 받침대에는 1840년 제1차 아편 전쟁 때부터 1949년 중화인민공화국 정권 수립 때까지 중국에서 일어난 혁명 투쟁의 역사를 담은 8개의 부조가 있는데 다음과 같은 내용을 담고 있다.
- 1839년 임칙서의 아편 소각 (제1차 아편 전쟁의 계기가 됨)
- 1851년 금전 봉기 (태평 천국 운동)
- 1911년 우창 봉기 (신해 혁명)
- 1919년 5·4 운동
- 1925년 5·30 사건
- 1927년 난창 봉기
- 1931년 ~ 1945년 중일 전쟁
- 1949년 양쯔 강 도하 작전 (중국 공산당이 국공 내전에서 승리하는 계기가 됨)

## 같이 보기
- 천안문 광장
- 리다자오
- 천두슈
- 주더
- 취추바이
- 마오쩌둥
- 저우언라이
- 루쉰
- 덩중샤
- 쑹스룬
- 마오둔
- 쉬광핑
- 허치팡
- 중화소비에트공화국
- 대장정
- 마오쩌둥 기념당